# 住生活基本法
住生活基本法（じゅうせいかつきほんほう、平成18年6月8日法律第61号）は、国民に安全かつ安心な住宅を十分に供給するための住宅政策の指針に関する日本の法律である。
2006年2月6日に閣議決定され、6月8日に公布・同日施行された。

## 概要
住生活基本法の基本理念には、以下の4つが謳われている。
1. 住生活の基盤である良質な住宅の供給
2. 良好な居住環境の形成
3. 居住のために住宅を購入するもの等の利益の擁護.増進
4. 居住の安定の確保

この基本理念の上に2015年までの「全国計画」を定め、その下で各都道府県が地域の実情に即した「都道府県計画」を定める。民間業者の「責務」も求められている。

## 背景
これ以前は「住宅建設五箇年計画」（第1次 1966年 - 第8次 2005年）が住宅生活の指針で、この法律には公営・公庫・公団住宅の建設戸数目標などが位置づけられていた。しかし、今後日本の人口・世帯数が減少傾向となり、一方で住宅ストック量は充足している状況にあって、住宅政策を転換する必要が生じたことが背景にある。
今までのように新しい建物を「作っては壊す」住政策には問題が多い。例えば環境への負荷。建築廃材の約2割は住宅関連といわれている。実際、住宅の平均寿命は英国75年、米国44年に対し、日本は30年と極端に短い。また、現状では新築住宅を購入するためには、勤続期間の大半をかけて返済するような長期間のローンを組まなければならないのが一般的だが、これを他の消費に回せるようになれば、国民生活がより充実したものになるだろうという狙いもある。
しかしながら、現状では中古不動産に対して資産価値を保証するような統一基準がなく、またプロであっても建物の内部構造や過去に行われたメンテナンスの状況などは判断が難しいため、買い手にとっては購入のリスクが大きく、それが中古住宅市場の流通規模を縮小させる原因となっている。そこで「住生活基本法」に基づいて法整備を進め、国が住宅の長寿化と中古市場の活性化を促進することになった。

## 全国計画（2016年までの目標値）
良質な住宅ストック
- 新耐震基準の適合率を75%→90%に
- 共同住宅における共用部分のユニバーサルデザイン化率を10%→25%に
- 省エネルギー対策を講じた住宅ストック率を18%→40%に
- リフォームの実施率を2.4%→5%に
- 適正な修繕積立金を設定しているマンションの割合を20%→50%に

良好な居住環境
- 重点密集市街地の火災に対する安全性整備率を0%→100%に
- 地震時に危険な大規模盛土造成地の箇所数を1000箇所→500箇所に

住宅市場の環境整備
- 住宅性能表示の実施率（新築）を16%→50%に
- 既存（中古）住宅の流通シェアを13%→23%に
- 住宅の利活用期間（耐用年数）を30年→40年に
- 子育て世帯の誘導居住面積水準達成率を37%→50%に

配慮対象者の居住の安定確保
- 最低居住面積水準未満率（3人:40m2、4人:50m2）を早期に解消
- 高齢者のいる住宅のバリアフリー化率を29%→75%に

## 全国計画（2025年まで）[1][2]
平成28年3月18日に閣議決定された。
若年・子育て世帯や高齢者が安心して暮らすことができる住生活の実現
- 三世代同居・近居等を促進
- 住宅セーフティネット機能を強化
- 高齢者向け住宅のガイドラインを新たに策定

既存住宅の流通と空き家の利活用を促進し、住宅ストック活用型市場への転換を加速
- プレミアム既存住宅等、住宅の質と魅力の向上
- 老朽化・空き家化が進むマンションの建替え・改修等を促進。
- 資産として次の世代に承継されていく新たな流れを創出。
- 空き家の増加を約100万戸抑制

住生活を支え、強い経済を実現する担い手としての住生活産業を活性化
- 木造住宅の供給者・担い手の育成や技術開発により、木造住宅や和の住まいの普及を行う。
- 住生活関連ビジネスの新市場を創出
- 住宅ストックビジネスの活性化

## 住宅履歴書制度と減税優遇措置
上記方針を実現するため、国土交通省は2008年度に「住宅履歴書」制度を創設する。新築時の設計図、定期点検の履歴、震災発生時の被災状況の情報をデータベースで一括管理し、条件を満たした履歴書を有する物件の取得にあたっては固定資産税、登録免許税、不動産取得税を軽減する。この履歴書は国の認定制度とし「住宅長寿命化促進法」（仮称）により、虚偽記載等の違反防止のため罰則も与える。

## 長期優良住宅
自民党の住宅土地調査会（会長・福田康夫）が、住生活基本法の制定を踏まえて取りまとめた政策提言。2007年9月16日の自民党総裁選の所見発表演説会で福田康夫候補の唯一とも言える具体的な政策目標であったことからも注目された。もともと住生活基本法が政府・与党が提出した法案だっただけに内容や文言は重複する部分が多い。「基本法」は大きな方向性を指し示す法律で、それを具現化するために「個別法」が整備されていく。その後、政府・与党から提出された住宅関連の法案は「住生活基本法」の下に「200年住宅ビジョン」に沿って立案されていく。
「200年」というのはロングライフ住宅を象徴する数字で具体的な目標値ではない。なお提言や検討段階から「200年住宅」とも呼ばれるが、「長期優良住宅の普及の促進に関する法律」が2008年12月に公布や2009年6月4日の施行の段階から「長期優良住宅」といわれる。なお長期優良住宅とは所定の基準を満たしあらかじめ申請し認定されたものをいう。